# Сентрал-Коаст
Регіональний округ Сентрал-Коаст (англ. Central Coast) — регіональний округ в Канаді, у провінції Британська Колумбія.

## Населення
За даними перепису 2016 року, регіональний округ нараховував 3319 жителів, показавши зростання на 3,5%, у порівнянні з 2011-м роком. Середня густина населення становила 0,1  особи/км².
З офіційних мов обидвома одночасно володіли 85 жителів, тільки англійською  — 3 225. Усього 180 осіб вважали рідною мовою не одну з офіційних, з них 80 — одну з корінних мов.
Працездатне населення становило 57,1% усього населення, рівень безробіття — 12,6% (15,4% серед чоловіків та 9,6% серед жінок). 80,5% були найманими працівниками, 15,2% — самозайнятими.
Середній дохід на особу становив $31 334 (медіана $22 773), при цьому для чоловіків — $31 268, а для жінок $31 403 (медіани — $21 531 та $24 277 відповідно).
28,6% мешканців мали закінчену шкільну освіту, не мали закінченої шкільної освіти — 28,6%, 42,8% мали післяшкільну освіту, з яких 29,2% мали диплом бакалавра, або вищий.
| Статево-вікова структура населення | Статево-вікова структура населення | Статево-вікова структура населення | Статево-вікова структура населення | Статево-вікова структура населення |
| ---------------------------------- | ---------------------------------- | ---------------------------------- | ---------------------------------- | ---------------------------------- |
|                                    |                                    |                                    |                                    |                                    |
| Всього                             | Всього                             | 52,0%48,0%                         |                                    |                                    |
| 0 — 14 років                       | 0 — 14 років                       |                                    | 20,4%                              | 20,4%                              |
| 15 — 64 років                      | 15 — 64 років                      |                                    | 64,7%                              | 64,7%                              |
| 65 і більше                        | 65 і більше                        |                                    | 15%                                | 15%                                |
| 85 і більше                        | 85 і більше                        |                                    | 1,4%                               | 1,4%                               |
| Середній вік (років)               | Середній вік (років)               | 39,840,0                           | 39,9                               | 39,9                               |
| Медіана (років)                    | Медіана (років)                    | 41,940,8                           | 41,3                               | 41,3                               |
| — чоловіки — жінки                 |                                    |                                    |                                    |                                    |

| Походження мешканців:     | Походження мешканців:     | Походження мешканців: | Походження мешканців: | Походження мешканців: |
| ------------------------- | ------------------------- | --------------------- | --------------------- | --------------------- |
| Походження                |                           |                       | осіб                  | %                     |
| Корінні американці        | Корінні американці        |                       | 2 030                 | 61.52%                |
| Інше північноамериканське | Інше північноамериканське |                       | 425                   | 12.88%                |
| Європейське               | Європейське               |                       | 1 295                 | 39.24%                |
| британське                | британське                |                       | 900                   | 27.27%                |
| французьке                | французьке                |                       | 195                   | 5.91%                 |
| українське                | українське                |                       | 60                    | 1.82%                 |
| Латинськоамериканське     | Латинськоамериканське     |                       | 15                    | 0.45%                 |
| Африканське               | Африканське               |                       | 25                    | 0.76%                 |
| Азійське                  | Азійське                  |                       | 50                    | 1.52%                 |
| Океанійське               | Океанійське               |                       | 10                    | 0.3%                  |

| Зайнятість населення за галузями (за класифікацією NOC): | Зайнятість населення за галузями (за класифікацією NOC): | Зайнятість населення за галузями (за класифікацією NOC): | Зайнятість населення за галузями (за класифікацією NOC): | Зайнятість населення за галузями (за класифікацією NOC): |
| -------------------------------------------------------- | -------------------------------------------------------- | -------------------------------------------------------- | -------------------------------------------------------- | -------------------------------------------------------- |
|                                                          |                                                          |                                                          |                                                          |                                                          |
| Управління                                               | Управління                                               |                                                          | 12,8%                                                    | 12,8%                                                    |
| Бізнес, фінанси та адміністрування                       | Бізнес, фінанси та адміністрування                       |                                                          | 11,8%                                                    | 11,8%                                                    |
| Природничі та прикладні науки                            | Природничі та прикладні науки                            |                                                          | 4,8%                                                     | 4,8%                                                     |
| Охорона здоров'я                                         | Охорона здоров'я                                         |                                                          | 4,8%                                                     | 4,8%                                                     |
| Освіта, правозахист, муніципальні та урядові служби      | Освіта, правозахист, муніципальні та урядові служби      |                                                          | 18,7%                                                    | 18,7%                                                    |
| Мистецтво, культура, відпочинок та спорт                 | Мистецтво, культура, відпочинок та спорт                 |                                                          | 2,1%                                                     | 2,1%                                                     |
| Роздрібна торгівля та послуги                            | Роздрібна торгівля та послуги                            |                                                          | 21,1%                                                    | 21,1%                                                    |
| Гуртова торгівля, транспорт та обладнання                | Гуртова торгівля, транспорт та обладнання                |                                                          | 13,8%                                                    | 13,8%                                                    |
| Природні ресурси, сільське господарство                  | Природні ресурси, сільське господарство                  |                                                          | 6,2%                                                     | 6,2%                                                     |
| Виробництво                                              | Виробництво                                              |                                                          | 3,5%                                                     | 3,5%                                                     |

## Населені пункти
До складу регіонального округу входять індіанські резервації Белла-Кула 1, Белла-Белла 1, Катіт 1, а також хутори, інші малі населені пункти та розосереджені поселення.

## Клімат
Середня річна температура становить 4,6°C, середня максимальна – 16,1°C, а середня мінімальна – -7,4°C. Середня річна кількість опадів – 2 096 мм.
| Клімат поселення                              | Клімат поселення | Клімат поселення | Клімат поселення | Клімат поселення | Клімат поселення | Клімат поселення | Клімат поселення | Клімат поселення | Клімат поселення | Клімат поселення | Клімат поселення | Клімат поселення | Клімат поселення |
| Показник                                      | Січ.             | Лют.             | Бер.             | Квіт.            | Трав.            | Черв.            | Лип.             | Серп.            | Вер.             | Жовт.            | Лист.            | Груд.            |                  |
| Середній максимум, °C                         | 0,35             | 2,74             | 3,90             | 7,48             | 10,82            | 13,60            | 15,00            | 16,09            | 13,19            | 8,51             | 1,91             | −0,62            |                  |
| Середня температура, °C                       | −3,54            | −1,14            | 0,03             | 3,61             | 6,94             | 9,70             | 12,54            | 13,64            | 10,72            | 6,04             | −0,54            | −3,08            |                  |
| Середній мінімум, °C                          | −7,42            | −5,02            | −3,87            | −0,28            | 3,06             | 5,83             | 10,08            | 11,18            | 8,27             | 3,58             | −3,01            | −5,55            |                  |
| Норма опадів, мм                              | 247              | 186              | 161              | 136              | 107              | 97               | 77               | 92               | 161              | 286              | 282              | 264              |                  |
| Середньомісячна швидкість вітру, м/с          | 3.94             | 3.79             | 3.18             | 3.12             | 2.88             | 2.88             | 2.74             | 2.63             | 2.72             | 3.10             | 3.64             | 3.70             |                  |
| Середньомісячна сонячна радіація, кДж/м²·день | 2490             | 5022             | 9133             | 13737            | 17494            | 18833            | 18997            | 16156            | 11251            | 6007             | 2848             | 1885             |                  |
| --------------------------------------------- | ---------------- | ---------------- | ---------------- | ---------------- | ---------------- | ---------------- | ---------------- | ---------------- | ---------------- | ---------------- | ---------------- | ---------------- | ---------------- |
| Джерело:                                      |                  |                  |                  |                  |                  |                  |                  |                  |                  |                  |                  |                  |                  |